# Esperanza Martínez

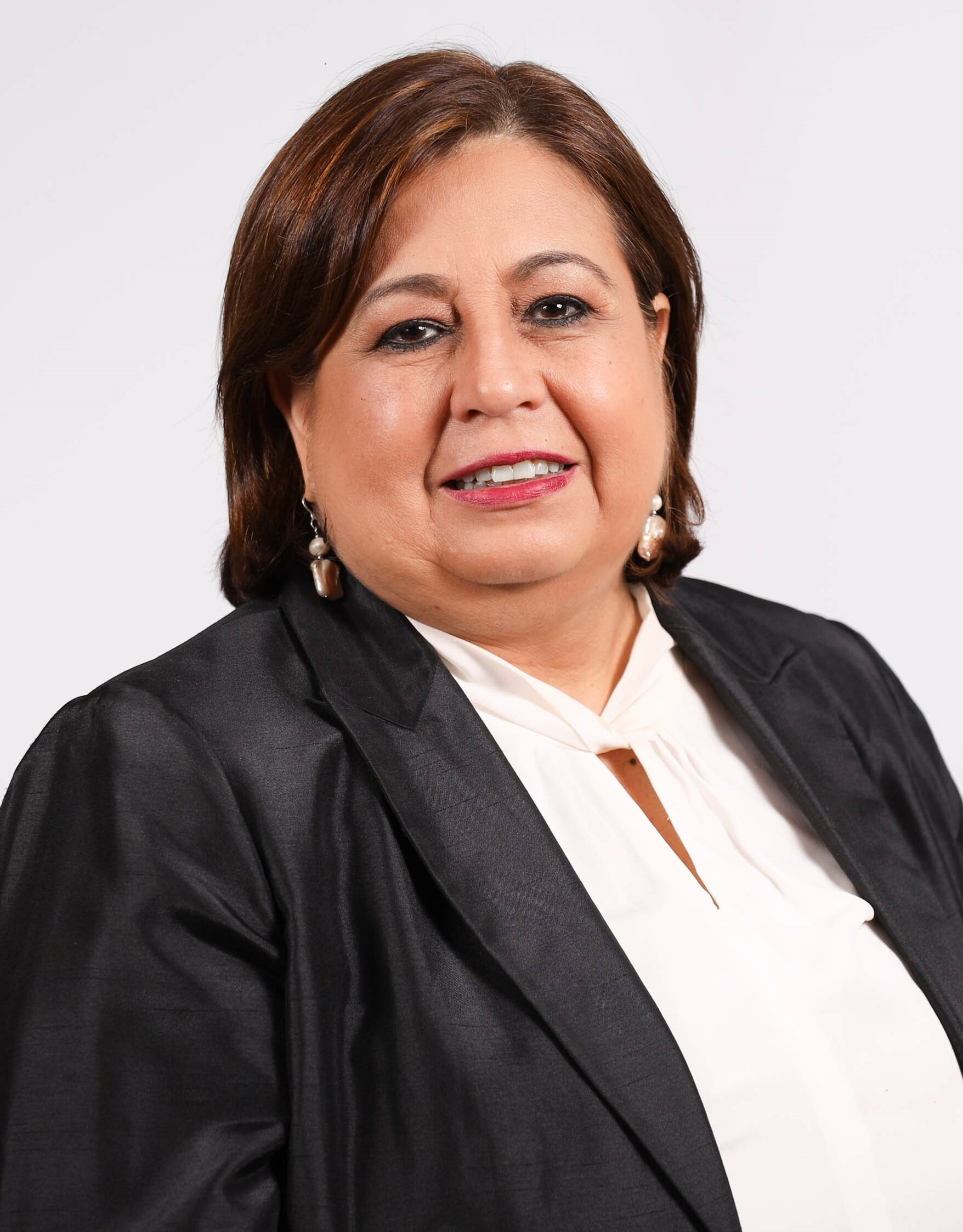
Esperanza Martínez (2023)

Esperanza Martínez de Portillo (* 26. April 1959 in Asunción) ist eine paraguayische Politikerin der Concertación Frente Guasú (FG), die unter anderem zwischen 2008 und 2012 Ministerin für öffentliche Gesundheit und Soziales war und seit 2013 Mitglied des Senats (Senado de Paraguay) ist.

## Leben

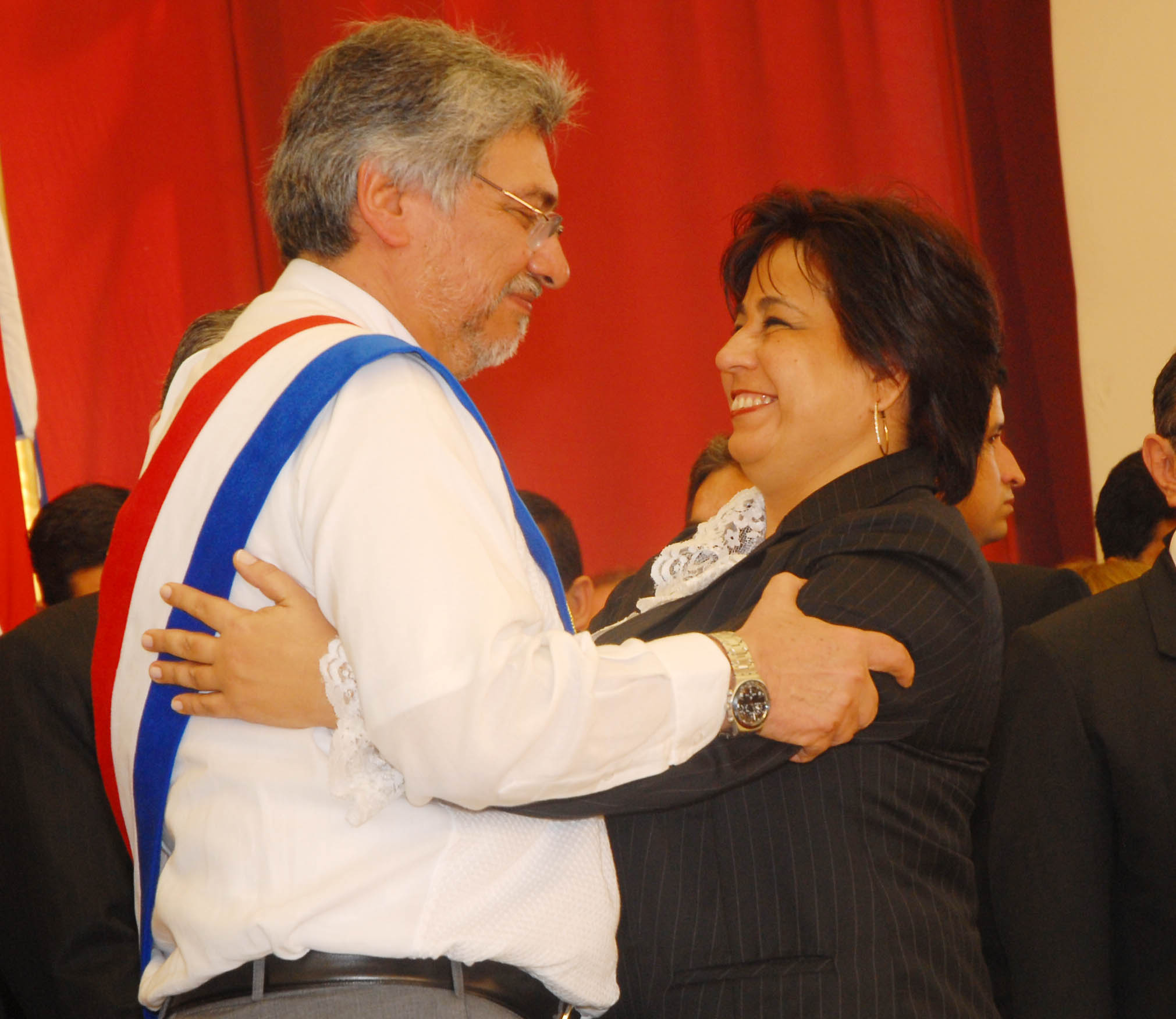
Esperanza Martínez mit Präsident Fernando Lugo (2008)

Esperanza Martínez Lleida de Portillo ist die Tochter des Apothekers Benito Martínez Silvero, der sich in der demokratisch-sozialistischen Demokratischen Februar-Partei PRF (Partido Revolucionario Febrerista) sowie als Vorsitzender des Sportvereins Club Guaraní engagierte, und der aus Spanien eingewanderten Mercedes Lleida. Sie begann nach dem Besuch des Colegio Experimental Paraguay-Brasil 1978 ein Studium der Medizin und der Chirurgie an der Universidad Nacional de Asunción (UNA), das sie 1983 mit einem Doktor der Medizin beendete. Sie war danach als Ärztin tätig und absolvierte zwischen 1990 und 1991 ein postgraduales Studium im Fach Öffentliche Gesundheit an der Université catholique de Louvain in Belgien, welches sie mit einem Diplome Special de Sante Publique mit Auszeichnung abschloss. Sie schloss zudem 1992 einen Lehrgang für Personalpolitik im Gesundheitswesen an der Nationalen Schule für öffentliche Gesundheit der „Oswaldo Cruz“-Stiftung in Brasilien ab und war Gründungsmitglied der Ärztevereinigung des Hospital de Clínicas. Sie fungierte zwischen 1993 und 1996 als Leiterin des Programms Verbraucherschutz im Gesundheitswesen im Gesundheitsamt von Asunción und verfasste außerdem verschiedene Veröffentlichungen zu Themen wie Diskriminierung, Menschenrechte, Gesundheitssituation sowie Basismedikamente für Sozialapotheken in Paraguay. Des Weiteren engagierte sie sich von 1998 bis 1999 sowie erneut zwischen 2000 und 2001 als Präsidentin des Ärztekreises (Círculo Paraguayo de Médicos).
2008 wurde Esperanza Martínez von Präsident Fernando Lugo als Ministerin für öffentliche Gesundheit und Soziales (Ministra de Salud Pública y Bienestar Social) in dessen Kabinett berufen und bekleidete dieses Amt bis 2012. In dieser Funktion war sie 2009 gewählte Präsidentin des 49. Vorstandsrates der Panamerikanischen Gesundheitsorganisation OPS (Organización Panamericana de la Salud) sowie 2012 auch Erste Vizepräsidentin der 65. Versammlung der Weltgesundheitsorganisation (WHO).
Bei der Parlamentswahl 2013 wurde sie für die Frente Guasú (FG) für eine fünfjährige Legislaturperiode zum Mitglied des Senats (Senado de Paraguay) gewählt, dem Oberhaus des Nationalkongresses (Congreso Nacional de la República del Paraguay). Während dieser Legislaturperiode war sie unter anderem zwischen 2015 und 2017 Präsidentin des Ausschusses für öffentliche Gesundheit und soziale Sicherheit (Salud Pública y Seguridad Social), nachdem sie zuvor von 2013 bis 2015 Vizepräsidentin dieses Ausschusses war, sowie von 2017 bis 2018 Vorsitzende des Ausschusses für Kultur, Bildung, Wissenschaft, Technologie und Sport (Comisión de Cultura, Educación, Ciencias, Tecnología y Deportes), als dessen Vizepräsidentin sie von 2013 bis 2017 fungierte. Außerdem hatte sie von 2015 bis 2016 das Amt als Vizepräsidentin des Ausschusses für indigene Völker (Comisión de Pueblos Indígenas) und fungierte zwischen 2015 und 2016 als Sekretärin des Parlamentspräsidiums. Sie war ferner Berichterstatterin und Mitglied verschiedener weitere Ausschüsse.
Esperanza Martínez, die zwischen 2016 und 2018 Präsidentin der Concertación Frente Guasú war, wurde bei der Parlamentswahl am 22. April 2018  erneut zum Mitglied des Senats gewählt. Während ihrer zweiten Amtszeit als Senatorin war sie unter anderem von 2018 bis 2020 Vizepräsidentin des Ausschusses für Kultur, Bildung, Wissenschaft, Technologie und Sport sowie in der Sitzungsperiode 2020 bis 2021 Präsidentin des Ausschusses für Finanzen und Haushalt (Comisión de Hacienda y Presupuesto) sowie zugleich Vizepräsidentin des Gemeinsamen Haushaltsausschusses des Nationalkongresses, ehe sie danach zwischen 2021 und 2023 als Berichterstatterin des Ausschusses für Kultur, Bildung, Wissenschaft, Technologie und Sport fungierte. Sie ist ferner seit 2019 Präsident der Bürgerbeteiligungspartei (Partido de la Participación Ciudadana) sowie seit 2022 Präsidentin des Bündnisses Für ein Neues Paraguay (Para Un Nuevo Paraguay)
Bei der darauf folgenden Parlamentswahl am 30. April 2023 wurde sie für zum dritten Mal für eine fünfjährige Legislaturperiode zum Mitglied des Senats gewählt. In der Sitzungsperiode 2023/2024 ist Berichterstatterin im Ausschuss für Gerechtigkeit und Geschlechter (Comisión de Equidad y Género) sowie Mitglied der Ausschüsse für Kultur, Bildung, Wissenschaft, Technologie und Sport und für öffentliche Gesundheit und soziale Sicherheit.
Sie ist mit Dr. Carlos Portillo verheiratet und Mutter dreier Kinder.